# Георги Гавраилов
Георги Милков Гавраилов е кмет на Видин от 27 ноември 1952 г. до 1959 г.

## Биография
Роден е на 20 октомври 1922 г. във Видин. По време на кметуването му са положени 1 200 м водопроводни тръби и са павирани 3 142 кв. м улици.